# Doug Shapiro
Douglas Shapiro (New York, 15 september 1959 – Mendocino, 14 januari 2025) was een Amerikaans wielrenner.
Op 14 januari 2025 werd het lichaam van Shapiro door een voorbijganger gevonden op een strand onderaan een klif het het Mendocino Headlands State Park.

## Belangrijkste overwinningen
1984
Eindklassement Coors Classic
1985
12e etappe Coors Classic
1989
6e etappe Ronde van Texas

## Resultaten in voornaamste wedstrijden
| Jaar | Ronde van Italië | Ronde van Frankrijk | Ronde van Spanje |
| ---- | ---------------- | ------------------- | ---------------- |
| 1984 |                  |                     |                  |
| 1985 |                  | 74e                 |                  |
| 1986 |                  | opgave              |                  |
| 1987 |                  |                     |                  |
| 1988 |                  |                     |                  |

| Jaar | Milaan-San Remo | Luik-Bast.‑Luik | Kuurne-Brussel-Kuurne |  | WK op de weg |  | Wereldranglijsten |
| ---- | --------------- | --------------- | --------------------- |  | ------------ |  | ----------------- |
| 1984 |                 |                 |                       |  | opgave       |  |                   |
| 1985 | 39e             | 83e             | 5e                    |  | opgave       |  |                   |
| 1986 | 103e            |                 |                       |  | 28e          |  |                   |
| 1987 |                 | 98e             |                       |  |              |  |                   |
| 1988 |                 |                 |                       |  | opgave       |  | 47e (UWB)         |

## Onderscheidingen
- Congressional Gold Medal: 1980

Daams ·
Ducrot ·
Hanegraaf ·
Manders ·
Nevens ·
Nijdam ·
Peeters ·
van der Poel ·
Poels ·
Priem · 
Raas · 
Shapiro ·
Solleveld ·
van Vliet ·
Wijnands ·
Zoetemelk 